# Vajdahunyadi vár
A vajdahunyadi vár középkori eredetű magyar vár az erdélyi Vajdahunyadon (ma Románia területén). Mikszáth Kálmán „a várak királyának” nevezte.

## Története
1409. október 18-án kelt oklevelében Luxemburgi Zsigmond Vajk (Woyk) kenéznek, Hunyadi János apjának adományozta a hunyadi birtokot, amelyről később a család a nevét is vette. A család ezután építette a mai vár elődjét, birtokközpontul. Hunyadi János kormányzósága alatt a várban élt felesége, Szilágyi Erzsébet. Az apjától örökölt kicsiny erősséget Hunyadi János ekkor építette ki rangjához méltó lovagvárrá. 

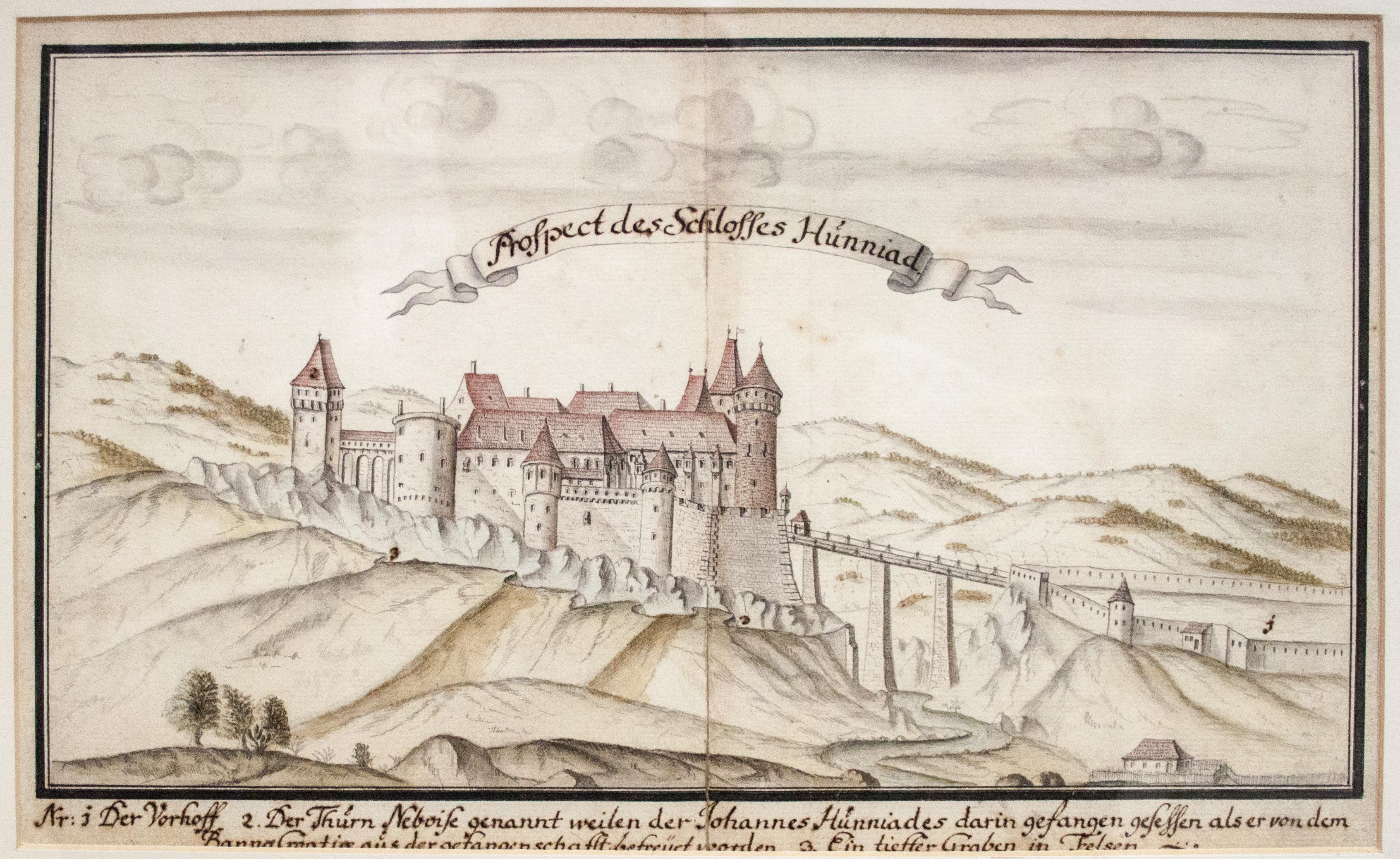
A vár 18. századi akvarellen a Magyar Nemzeti Múzeumban

Később két jelentős építési periódus formálta a várat: Bethlen Gábor 17. század eleji és Zólyomi Dávidné század közepi átalakításai.
1618-ban került az iktári Bethlen család tulajdonába. Bethlen Gábor átalakíttatta és külső védművekkel erősíttette meg a várat, majd az uradalommal együtt unokaöccsének, Bethlen Istvánnak adományozta. Annak 1632-es halála után rövid ideig felesége, Széchy Mária lakta. 1648-ban Zólyomi Dávidné Bethlen Katalin szerezte meg.

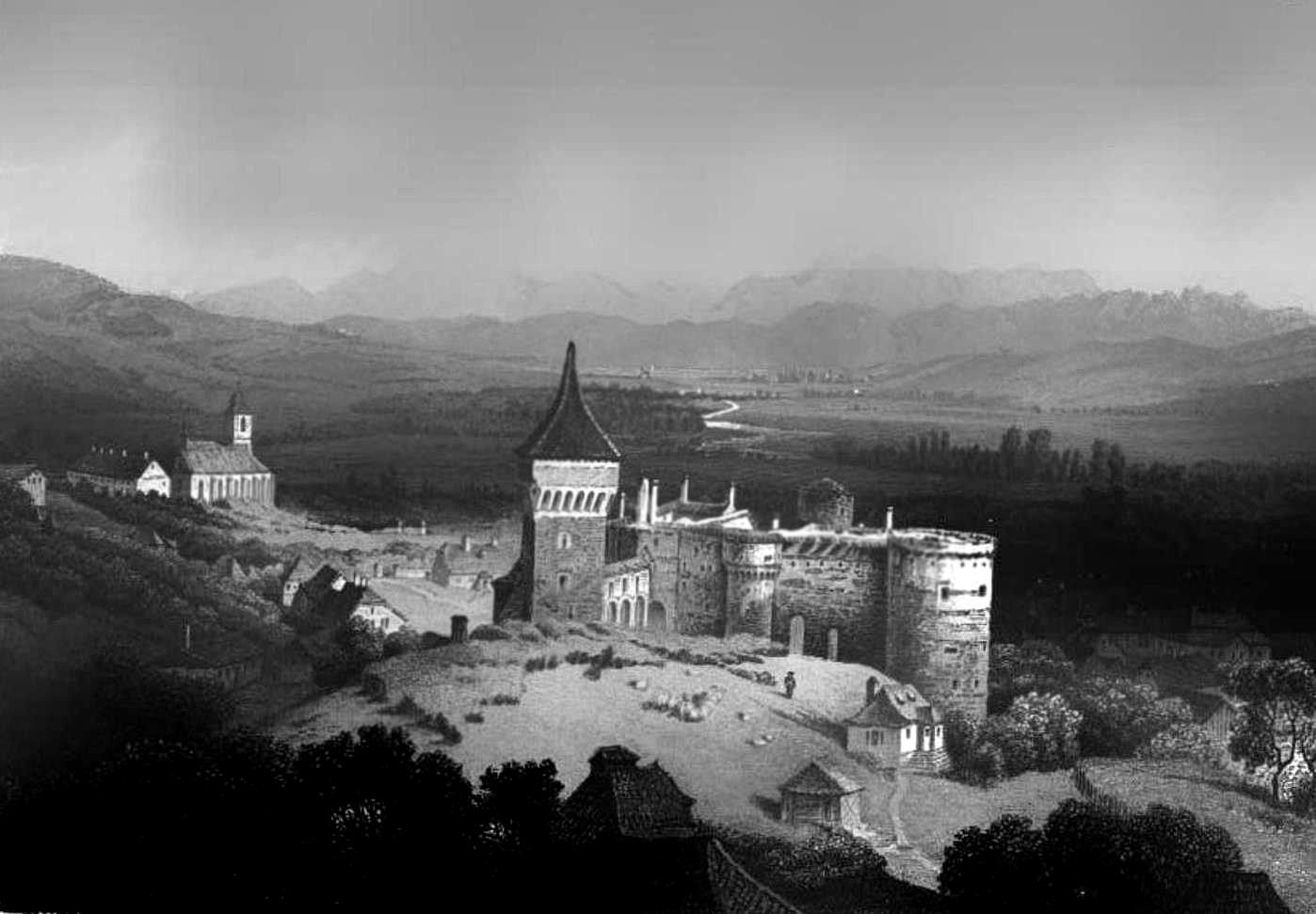
A vár Ludwig Rohbock és Hunfalvy János 1864-es könyvében

Egyik épülete 1685-ben „vasas ház”-ul, azaz vasraktárként szolgált.
1725-től a kincstári uradalom hivatalai kaptak benne helyet. A várat utoljára 1784-ben használták katonai célra, amikor a vármegyei nemesség nagy része itt talált védelmet a Horea-felkelés elől.
1807-es látogatásakor I. Ferenc elrendelte felújítását, de a munkálatoknak 1818-ban egy villámcsapás okozta tűz vetett véget. A szabadságharc után a járási hivatalok is a várban működtek. 1854-ben ismét tűz pusztította.
1868-ban Arányi Lajos népszerűsítő kampánya nyomán közadakozásból kezdték meg az évtizedekig elhúzódó helyreállítást. Eredetileg Rudolf főhercegnek szánták, a magyar nemzet ajándékaként. A helyreállítást előbb Schulcz Ferenc, majd 1870 és 1874 közt Steindl Imre irányította. Ők a kor felfogása szerint egységesen gótikus stílusúvá igyekeztek „visszaalakítani” a várat. Egyes részeket megsemmisítettek vagy kiemeltek és helyükre újakat toldottak be (ezeket a változtatásokat később részben kijavították). Steindl alakította ki a tetők mai formáját. Tudományos igényű restaurálása Möller István nevéhez köthető (1907–1913). 1956 óta ismét folyamatos helyreállítási munkák zajlanak a várban.
A vár belépőjegy ellenében látogatható. Belső tereiben történelmi, régészeti és néprajzi tárgyakat állítanak ki.
Az 1896-os millenniumi kiállítás Alpár Ignác által tervezett Történelmi Épületcsoportja jelentős részben a vajdahunyadi vár részleteinek utánzatából áll. Az ún. Vajdahunyad vára előbb fából épült föl a budapesti Városligetben, majd a nagy siker miatt Alpár 1908-ig kőből újraépítette. Tartalmazza többek között a Nebojsza-torony és a Mátyás-loggia másolatát.

## A vár bejárása

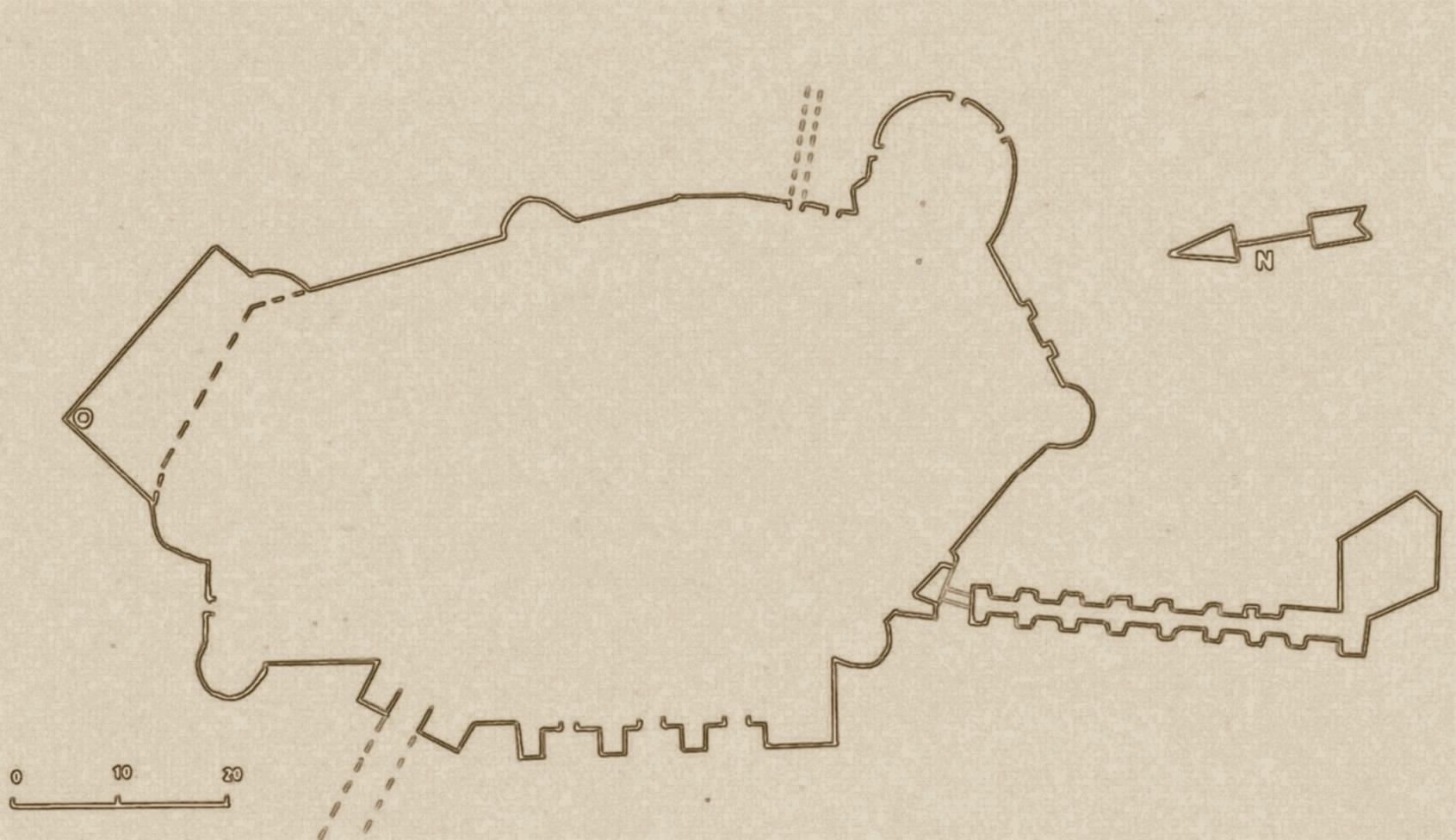
A vár alaprajza

Négy hatalmas pillérre támaszkodó fahíd vezet át a Zalasd által kivájt mély és széles árkon. Baloldalt, a város felőli parton építtette Bethlen a huszárvárat, amelyben hajdan raktárak, a tiszttartók helységei és a vadászkutyák óljai álltak. A Kaputorony az 1440-es években épült, korábban a bejárás pont az ellenkező oldalon, a várudvar déli sarkában található Ókaputornyon át esett a várba. A Kaputoronyból nyílik a lejárás a kazamatákba.
Nyugati oldalán húzódik a vár palotaszárnya, amely Hunyadi János alatt épült. Ennek alsó szintjét a lovagterem foglalja el, falán 17. századi freskóval. A felső szinten található az ún. Országház, nevével utalva rá, hogy Hunyadi kormányzósága idején itt zajlottak le a fontosabb tárgyalások. Bethlen a Kaputorony és a palotaszárny közötti, korábbi védelmi teret „asszonyház”-zá építette át. A palotaszárny külső, erkélyes-fiatornyos szerkezetét a korábbi, védelmi célú építmények felhasználásával alakították ki.
A Kaputorony keleti oldalán kívülről a Buzogány-torony és a Corvin János-bástya zárja le az ún. Aranyházat, amelynek belső falához 1458 után Szilágyi Erzsébet építtette a Mátyás-loggiát: ez az első fennmaradt reneszánsz építmény Erdélyben. Rajta korabeli, késő gótikus freskó látható.
Az Aranyházhoz délnyugatról csatlakozik a várkápolna. Ez eredetileg 1442 és 1446 között épült, de Bethlen jelentősen átépítette. Arrébb tolta a boltozatot, belső összeköttetést létesítve az Aranyházzal. Az Aranyház és a várkápolna alá Bethlen kívülről ágyúteraszt építtetett.
A várkápolna délnyugati oldalánál egy kisebb udvaron áll a vár kútja, melynek kávájára egy török rab a 16. század közepén, arab betűkkel a következő török nyelvű feliratot véste: „ezt Hasszán írta, a gyaurok foglya a templom melletti várban”. A vár keleti oldalának további szakaszát a Bethlen-szárny foglalja el. Ezt a 19. századi helyreállításkor Rudolf főherceg személyes céljaira szánták. Belső felén látható a Steindl-féle beavatkozások ma is látható legjelentősebbike: a neogótikus loggia.
A szárny külső, északkeleti sarkán áll a Hímes-torony. Az egész várat a déli oldalon kívülről a Fehér-rondella zárja le. A délnyugati rész az ún. Királyház, melyet Zólyomi Dávidné építtetett. Belső oldalán a csigalépcsőt rejtő Királylépcső-toronynyal, külső oldalán pedig a Kapisztrán-toronynyal kapcsolódik a palotaszárnyhoz. Az egyetlen kandalló, amely a középkori Magyar Királyság idejéből fennmaradt, a Kapisztrán-toronyban található. A Kapisztrán-toronyból felvonóhídon keresztül közelíthették meg a védők ostrom esetén a vártól 35 méterre lévő Nebojsza-tornyot. A név jelentése szerbül: „Ne félj!” A Hunyadi idején fölépült ötszintes külső erődöt utolsó menedéknek szánták arra az esetre, ha az ostromlók behatoltak volna a várba. Gyilokjáró vezet hozzá.

## Képek

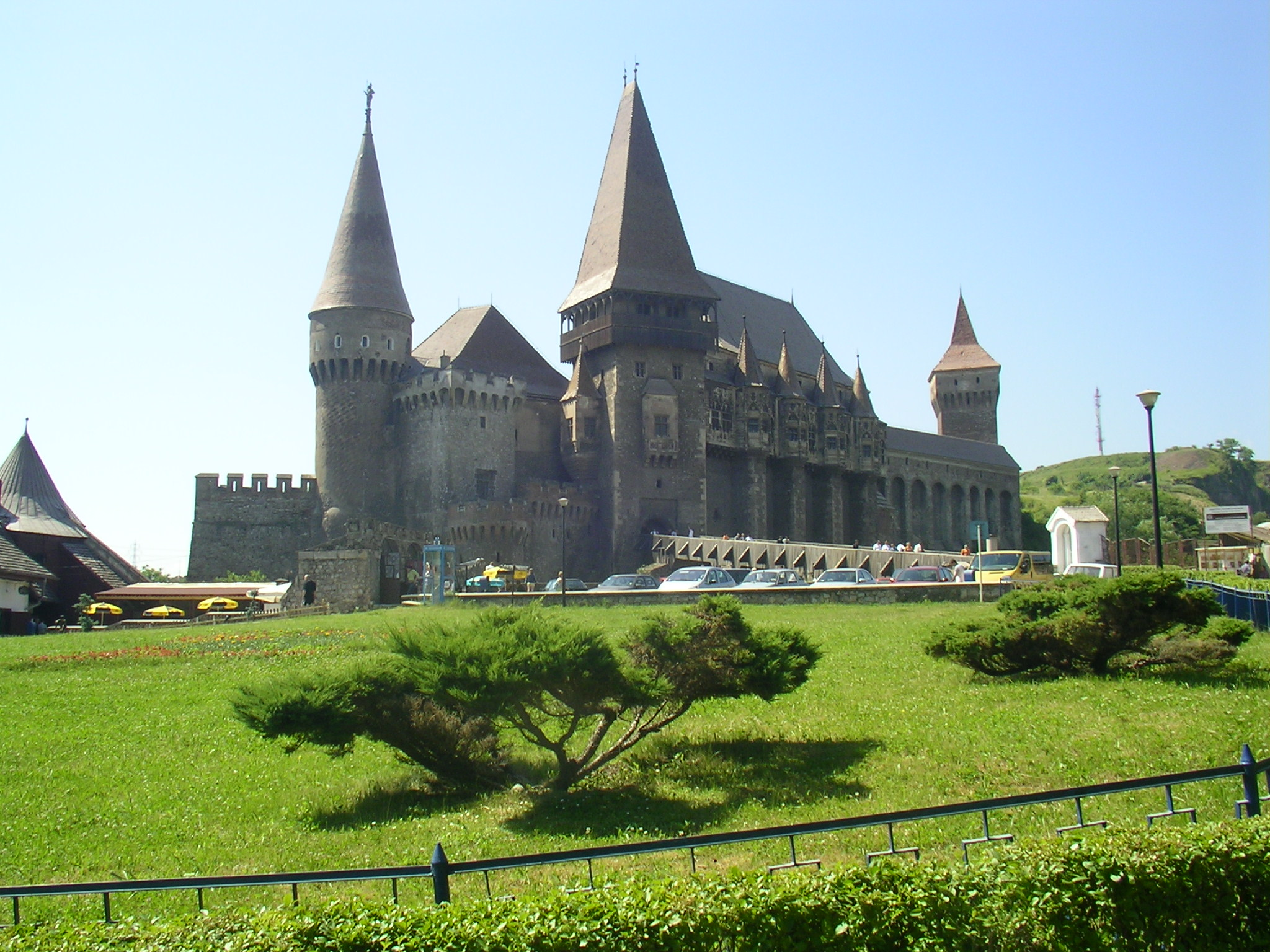
A vár
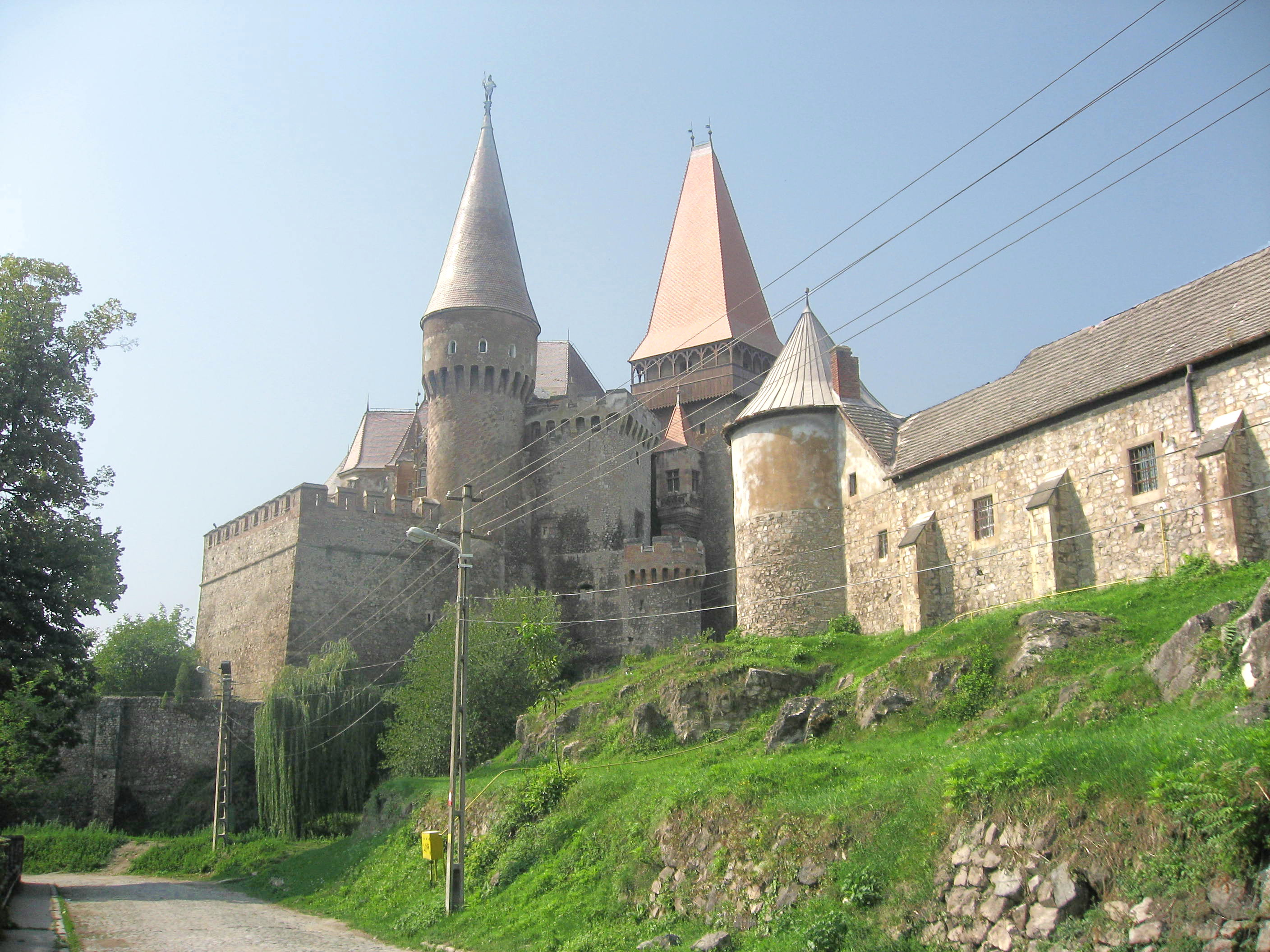
A vár északkeleti szárnya a Huszárvár felől
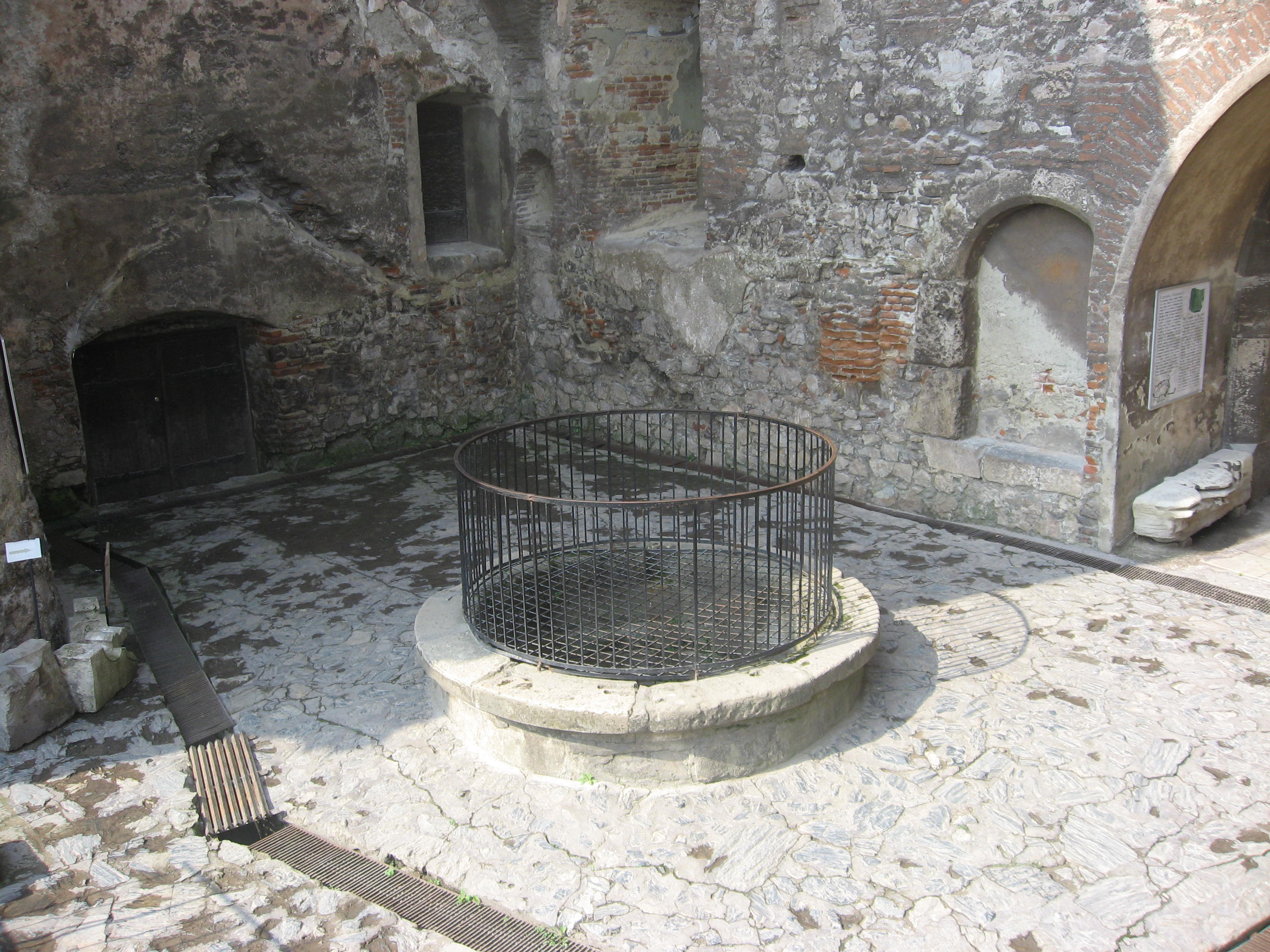
A várkút
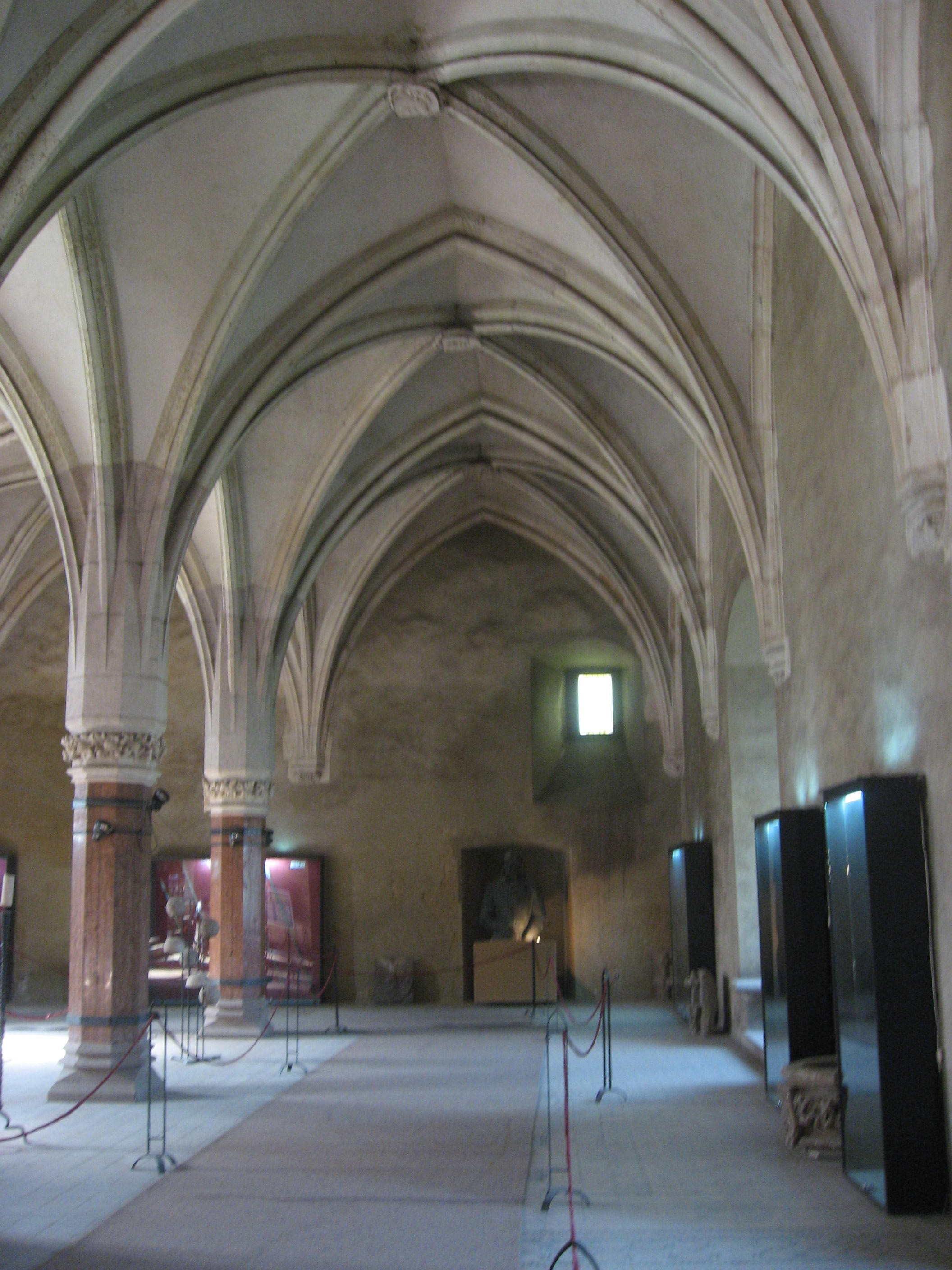
A lovagterem
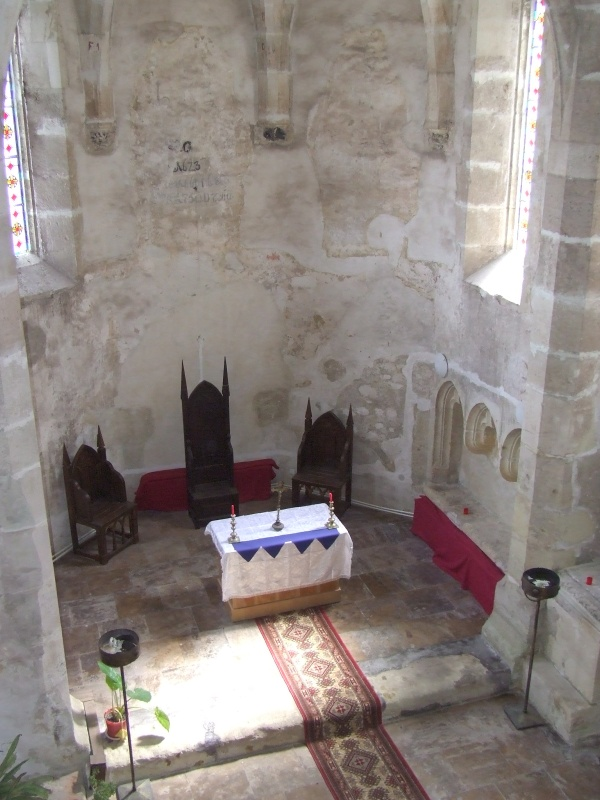
A várkápolna
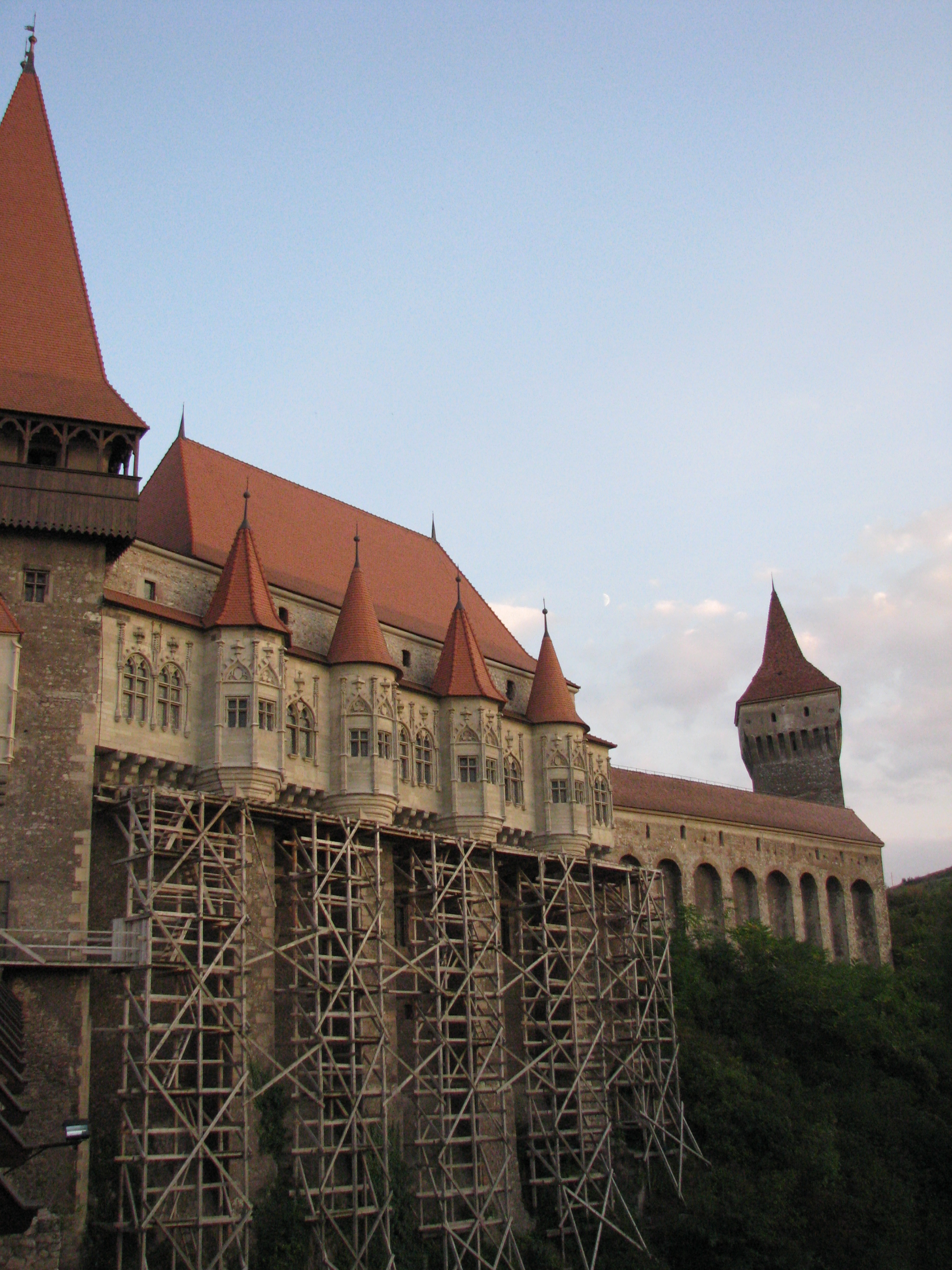
A palotaszárny fiatornyai
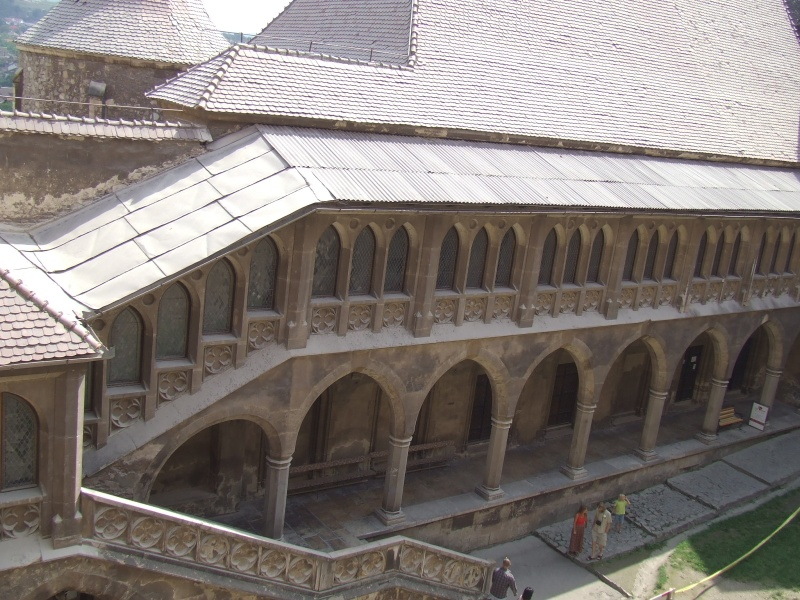
A Steindl-loggia
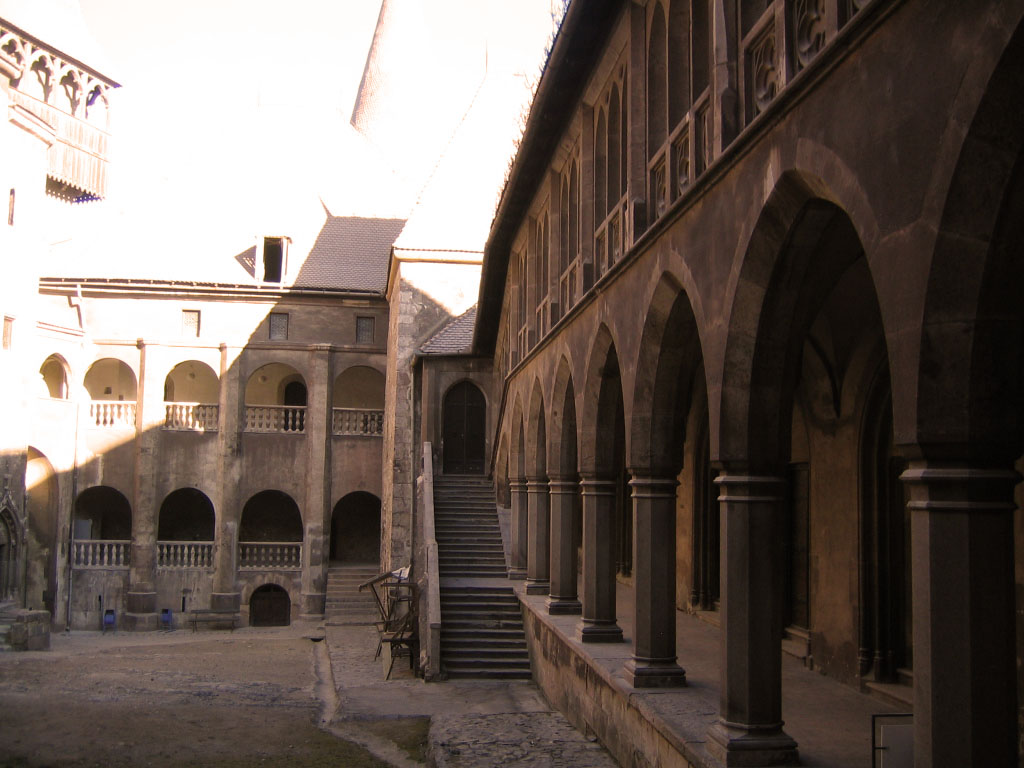
A Mátyás-loggia (szemben)
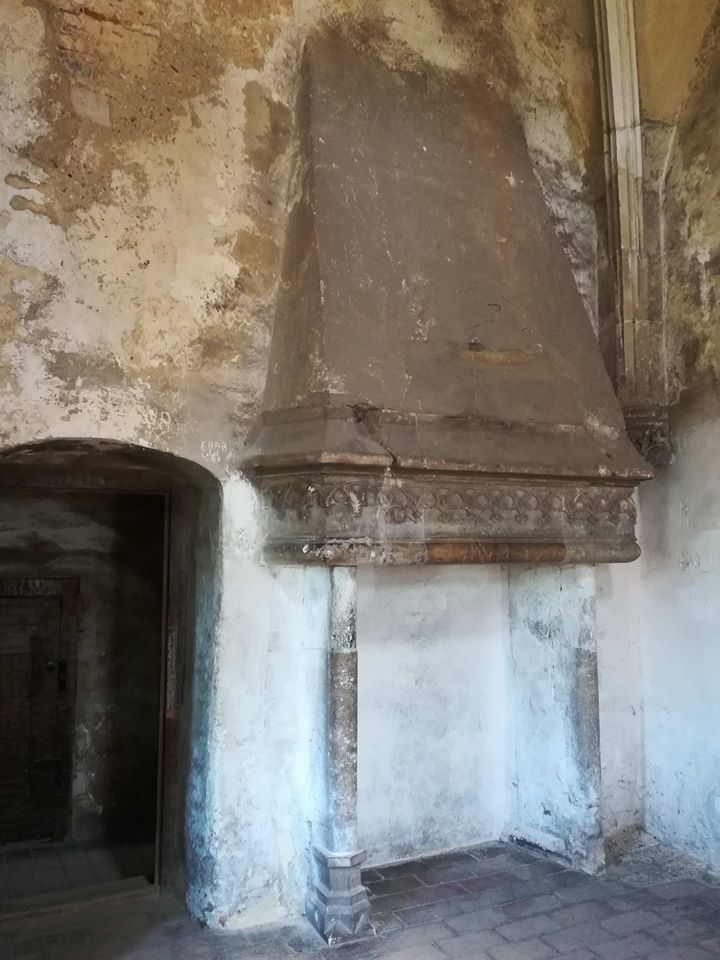
A Kapisztrán-torony kandallója
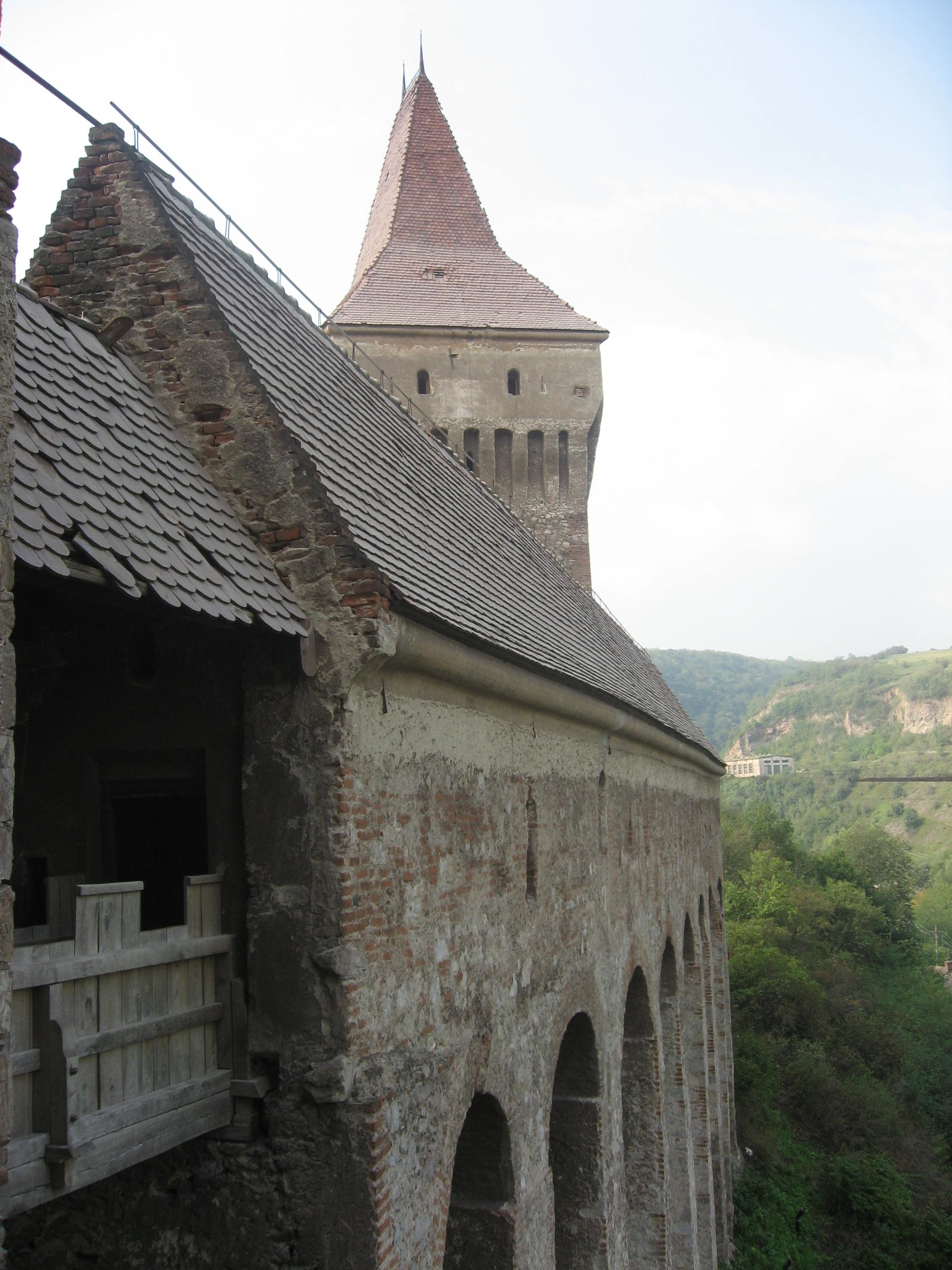
A Nebojsza-torony felvonóhídja és gyilokjárója
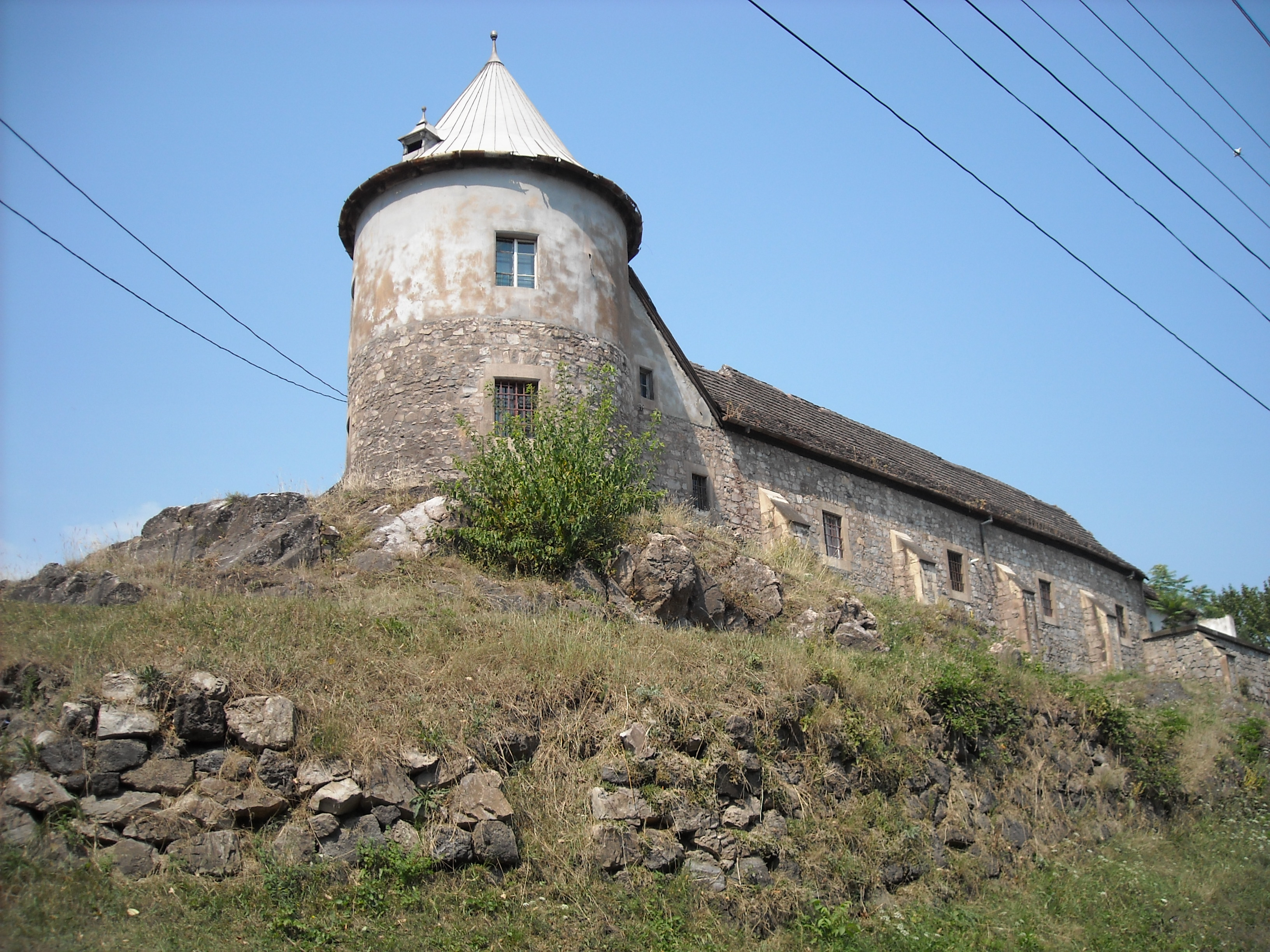
A Huszárvár
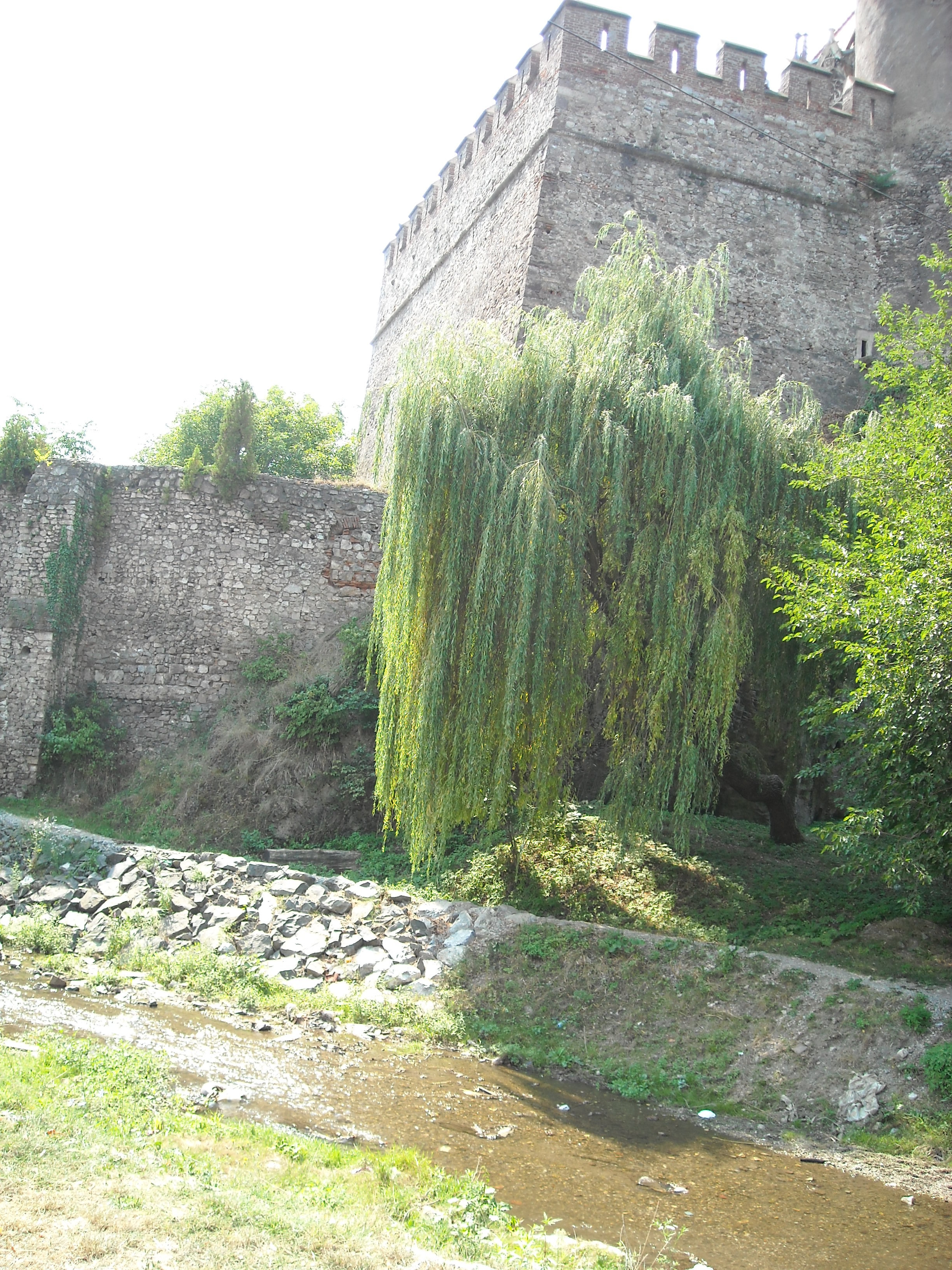
Szomorúfűz a várárokban, a Zalasd patakja fölött
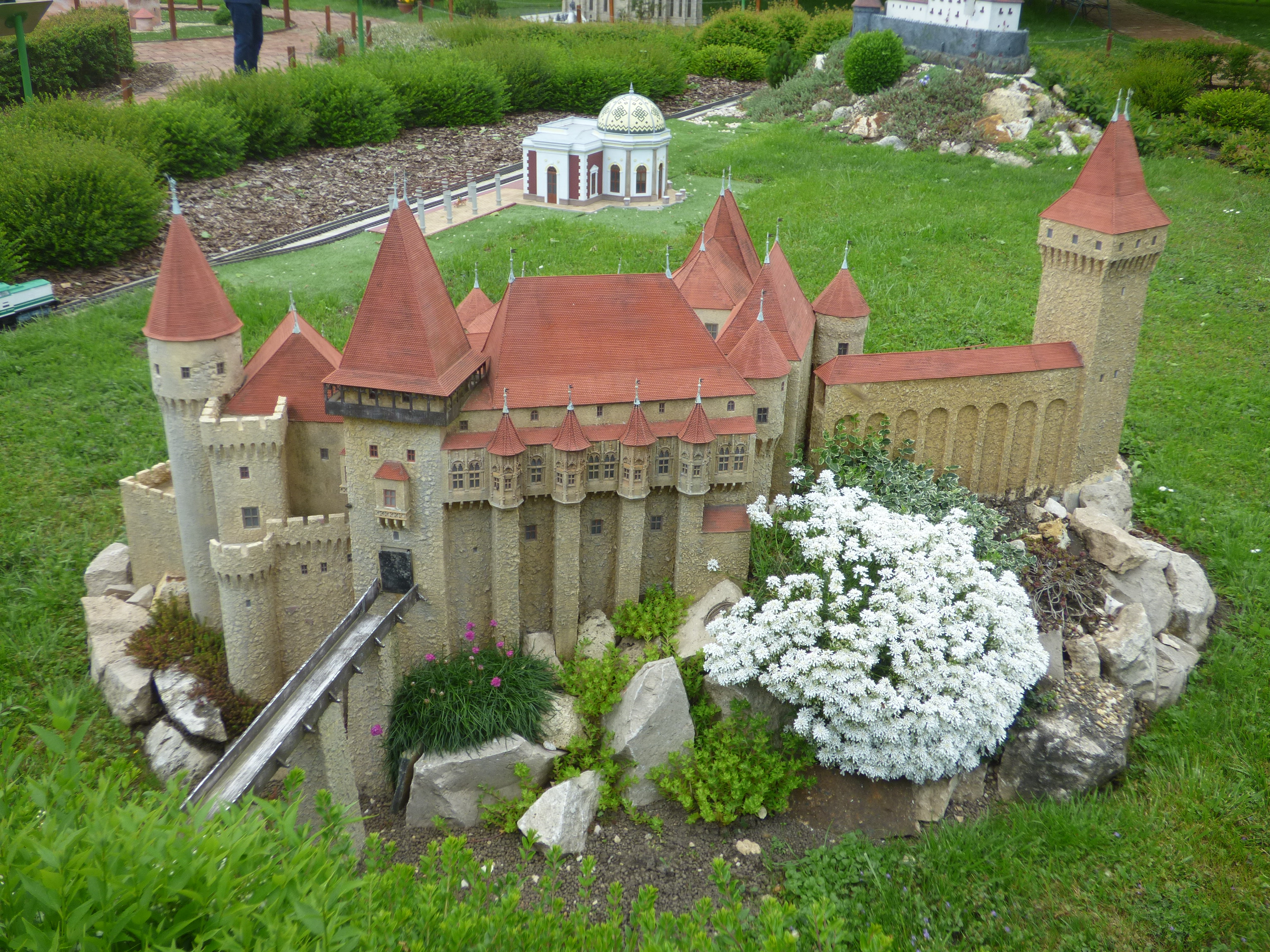
A vár makettje a szarvasi Mini Magyarország gyűjteményében
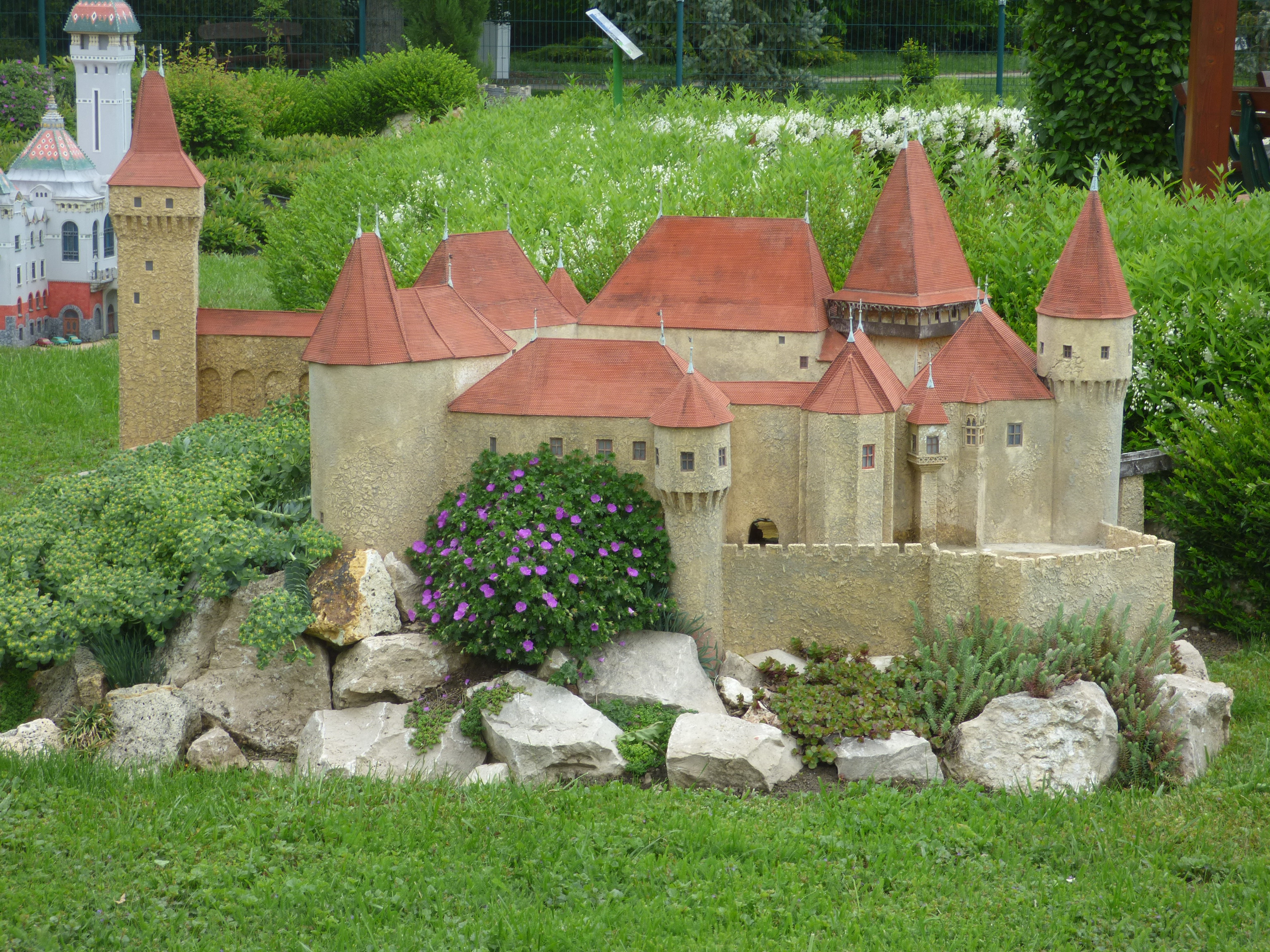
A szarvasi vármakett hátulnézetben

## Külső hivatkozások
- Honlap
- Varjú Elemér: Vajdahunyad vára (magyar nyelven). Műemlékek Országos Bizottsága és a Könyvbarátok Szövetsége, 1932. [2007. november 27-i dátummal az [ eredetiből] archiválva].
- Radu Lupescu: Vajdahunyad vára a Hunyadiak korában
- Uő.: Vajdahunyad, a vár kutatástörténete (19–20. század). Korunk 2004 június
- A vár a Jupiter.elte.hu oldalon (magyarul)
- Bágyuj Lajos: Vajdahunyad várának restaurálása (1965–1968). Korunk 1973 október
- Szász András: Vajdahunyad
- Fotók a várról – Kárpátok.info
- A vár makettje Archiválva 2015. június 22-i dátummal a Wayback Machine-ben
- Képgaléria Vajdahunyadról a www.erdely-szep.hu honlapon